# Bacteroides
Bacteroides Castellani & Chalmers 1919 emend. Shah & Collins, 1989 è un genere di batteri Gram-negativi, anaerobi. Le specie di Bacteroides sono bacilli non endospora e possono essere sia mobili che non mobili, a seconda della specie. La composizione di base del DNA è per 40-48% composto dalla base azotata citosina-guanina. Insolito per gli organismi batterici, le membrane dei Bacteroides contengono sfingolipidi e acido meso-diaminopimelico con del peptidoglicano nella parete cellulare.
Le specie Bacteroides sono normalmente mutualistiche e costituiscono la parte più consistente della flora gastrointestinale dei mammiferi, in cui giocano un ruolo fondamentale nel modificare le molecole più complesse nell'intestino ospitante. Essi possono utilizzare gli zuccheri semplici quando disponibili, tuttavia le principali fonti di energia per le specie Bacteroides sono dei glicani. I diversi studi indicano che la dieta è fortemente associata con la composizione del microbiota umano intestinale: una dieta ricca di grassi e proteine animali portano prevalentemente alla presenza di Bacteroides, mentre per coloro che consumano più carboidrati domina il genere Prevotella.
Uno dei più importanti clinicamente è il Bacteroides fragilis. Il Bacteroides melaninogenicus è stato recentemente riclassificato e diviso in Prevotella melaninogenica e Prevotella intermedia.